# Браун, Саманта
Сама́нта Эли́забет Бра́ун-О’Ли́ри (англ. Samantha Elizabeth Brown-O'Leary; 31 марта 1969, Даллас, Техас, США) — американская журналистка, телеведущая, сценарист и телепродюсер.

## Биография
Саманта Элизабет Браун родилась 31 марта 1969 года в Далласе (штат Техас, США). Вскоре после своего рождения Браун вместе с семьёй переехала в Нью-Касл, где она выросла и получила образование.
Саманта является журналисткой, телеведущей, сценаристом и кинопродюсером. Наиболее известна работой на «Travel Channel».
С 28 октября 2006 года Саманта замужем за компьютерным специалистом Кевином О’Лири. У супругов есть двое детей-близнецов — сын Эллис Джеймс О’Лири и дочь Элизабет Мэй О’Лири (род.17.01.2013).